# スラージ・シャルマ
スラージ・シャルマ（Suraj Sharma, 1993年3月21日 - ）は、インドの俳優である。小説『パイの物語』を原作としたアン・リー監督による2012年の映画『ライフ・オブ・パイ/トラと漂流した227日』で主人公のパイ役でデビューした。

## 生い立ちとキャリア
インドのニューデリーでマラヤーラム系の家庭に生まれる。父親はソフトウェアエンジニア、母親は経済学者である。『ライフ・オブ・パイ』への出演前には演技経験はなかった。彼は弟のオーディションに付き添った際にキャスティングディレクターに声をかけられたことで参加した。監督のアン・リーはシャルマを選んだことについて、表情豊かな目と無邪気な外観が理由だと述べている。
『ライフ・オブ・パイ』の撮影後は学業に戻り、デリー大学で哲学を学びつつ、映画への関わりも続けてゆく。

## フィルモグラフィ
| 年   | 作品                                              | 役名                 | 備考                                        |
| ---- | ------------------------------------------------- | -------------------- | ------------------------------------------- |
| 2012 | ライフ・オブ・パイ/トラと漂流した227日 Life of Pi | パイ・パテル         |                                             |
| 2014 | ミリオンダラー・アーム Million Dollar Arm         | リンク・シン         |                                             |
| 2014 | HOMELAND Homeland                                 | アーヤン・イブラヒム | テレビドラマシリーズ                        |
| 2015 | Umrika                                            | Ramakant             |                                             |
| 2016 | Burn Your Maps                                    | イスマイル           |                                             |
| 2017 | Phillauri                                         | カナン               |                                             |
| 2017 | The Hungry                                        | アンカー・ジョシ     |                                             |
| 2019 | ハッピー・デス・デイ 2U Happy Death Day 2U        | Samar Ghosh          |                                             |
| 2019 | KILLERMAN/キラーマン Killerman                    | フェデックス         |                                             |
| 2020 | リトル・アメリカ Little America                   | Kabir                | テレビドラマシリーズ Episode: "The Manager" |

## 受賞とノミネート
| 年   | 作品                                       | 役名                             | 部門                 | 結果       |
| ---- | ------------------------------------------ | -------------------------------- | -------------------- | ---------- |
| 2012 | 『ライフ・オブ・パイ/トラと漂流した227日』 | 英国アカデミー賞                 | ライジング・スター賞 | ノミネート |
| 2012 | 『ライフ・オブ・パイ/トラと漂流した227日』 | クリティクス・チョイス・アワード | 若手俳優賞           | ノミネート |
| 2012 | 『ライフ・オブ・パイ/トラと漂流した227日』 | ラスベガス映画批評家協会賞       | 若手俳優賞           | 受賞       |
| 2012 | 『ライフ・オブ・パイ/トラと漂流した227日』 | フェニックス映画批評家協会賞     | ブレイクスルー演技賞 | ノミネート |
| 2013 | 『ライフ・オブ・パイ/トラと漂流した227日』 | NAACPイメージ・アワード          | 映画主演男優賞       | ノミネート |
| 2013 | 『ライフ・オブ・パイ/トラと漂流した227日』 | MTVムービー・アワード            | ブレイクスルー演技賞 | ノミネート |
| 2013 | 『ライフ・オブ・パイ/トラと漂流した227日』 | MTVムービー・アワード            | 恐怖演技賞           | 受賞       |
| 2013 | 『ライフ・オブ・パイ/トラと漂流した227日』 | サターン賞                       | 若手俳優賞           | 受賞       |